# Dino de Laurentiis Cinematografica
Dino de Laurentiis Cinematografica – włoska wytwórnia filmowa.
Wytwórnia została założona w 1946 roku przez Dina De Laurentiisa i od tego czasu wyprodukowała ponad 100 filmów.